# Marchese di Abergavenny
Marchese di Abergavenny (pronunciato Aber Genn y), nella contea di Monmouth, è un titolo nel Pari del Regno Unito, creato il 14 gennaio del 1876, insieme al titolo di Conte di Lewes (pronunciato "Lewis"), per il V conte di Abergavenny, un membro della famiglia Nevill.
L'antenato del I marchese, il XVII barone Bergavenny, è stato creato conte di Abergavenny, nella contea di Monmouth, e visconte Neville nel Pari di Gran Bretagna il 17 maggio 1784. La baronia di Bergavenny rimase in possesso della famiglia fino al 1938, quando passò in sospeso fra le due figlie del terzo marchese.
L'attuale marchese è il figlio del defunto Lord Rupert Charles Montecute Neville e Lady Ann Camilla Evelyn Wallop. Successe al titolo nel 2000, alla morte dello zio, il quinto marchese, che non aveva figli.
La residenza ufficiale è Eridge Castle.

## Conti di Abergavenny (1784)
- George Neville, I conte di Abergavenny (1727-1785)
- Henry Nevill, II conte di Abergavenny (1755-1843)
- John Neville, III conte di Abergavenny (1789-1845)
- William Neville, IV conte di Abergavenny (1792-1868)
- William Neville, V conte di Abergavenny (1826-1915) (creato marchese di Abergavenny nel 1876)

## Marchesi di Abergavenny (1876)
- William Neville, I marchese di Abergavenny (1826-1915)
- Reginald Neville, II marchese di Abergavenny (1853-1927)
- Henry Neville, III marchese di Abergavenny (1854-1938)
- Guy Neville, IV marchese di Abergavenny (1883-1954)
- John Neville, V marchese di Abergavenny (1914-2000)
- Christopher Neville, VI marchese di Abergavenny (1955)